# Жуан Афонсу Телеш де Менезеш, 6-й граф де Барселуш
Жуан Афонсу Телеш де Менезеш (? — 14 августа 1385, битва при Алжубарроте) — португальский аристократ, алькайд Лиссабона (1372), адмирал Португальского королевства (с 1375/1376), граф де Орен и 6-й граф де Барселуш (1382—1385) .
Старший сын португальского дворянина Мартина Афонсу Теллеша де Менезеша (? — 1356), старшего майордома королевы Кастилии Марии Португальской, супруги короля Кастилии Альфонсо XI. Мартим Афонсу Теллеш де Менезеш был убит в 1356 году в Торо по приказу короля Кастилии Педро I Жестокого. Матерью Жуана была Альдонса Анэ де Васконселус, дочери Жуана Мендеса де Васконселуса, алькальда Эштремоша, и Альдары Афонсу Алькофорадо. У него был один брат, Гонсало Теллеш де Менезеш (? — 1403), граф де Нейва и сеньор де Фария, и две сестры, Мария Теллеш, убитая своим вторым мужем Жуаном, герцогом Валенсия-де-Кампос, и Леонор Теллеш, жена короля Португалии Фернанду I. У него также была сводная сестра, Хуана Теллеш де Менезеш, жена Хуана Альфонсо Пиментеля, графа Бенавенте.

## Биографический очерк
Во время Третьей Фернандовой войны (1381—1382) Дом Жуан Афонсу командовал португальским флотом в битве у острова Сальтес 17 июля 1381 года. Кастильский флот под предводительством констебля Кастилии Фернандо Санчеса де Товара нанес решительное поражение португальцам, что привело к уничтожению военно-морского наступательного потенциала Португалии, достижение Кастильского военно-морского превосходства в Атлантическом океане. Португальский хронист Фернан Лопиш в своей «Хронике короля Фернанду I» (порт. Crónica de el-rei D. Fernando) обвинил в поражении высокомерие и надменность графа Барселуша.
Он участвовал в убийстве графа Хуана Фернандеса де Андейру, предполагаемого любовника королевы Леонор, и присутствовал 6 декабря 1383 года, когда магистр Ависского ордена, будущий Жуан I Португальский, вошел в покои королевы, чтобы убить Фернандеса Андейру. Позднее он сменил верность и поддержал кастильского короля Хуана I, который сделал его графом Майорги, в его претензиях на вакантный португальский престол.
Жуан Афонсу де Менезеш был женат на Беатрис Альфонсо де Альбуркерке, незаконнорожденной дочери Жуана Афонсо де Альбукерке, наставника и канцлера короля Кастилии Педро Жестокого и его любовницы Марии Родригес Барба. Одна из сестер его жены вышла замуж за брата Жуана Афонсу, Гонсало Теллеша, графа де Нейва. У супругов были дети, но не было внуков.
Жуан Афонсу де Менезеш погиб в битве при Алжубарроте и был единственным убитым в этой битве врагом, который был похоронен по приказу португальского короля.